# 福田明日香
福田 明日香（ふくだ あすか、1984年12月17日 - ）は、日本の歌手。元モーニング娘。の1期メンバー。ボーカルグループ「PEACE$TONE」のメンバーとして活動していた。現在はフリーで活動。身長：149.5 cm。スリーサイズ：B78 cm、W58 cm、H83 cm。

## 略歴
幼少期から音楽好きな両親の影響もあり、様々なジャンルの音楽を聴いて育つ。3歳からピアノ・バレエを習っていた。
- 1997年、テレビ東京系『ASAYAN』内の、『シャ乱Q女性ロックボーカリストオーディション』の最終候補に選ばれるが落選した。
  - 同じく最終候補に選ばれた中澤裕子、石黒彩、飯田圭織、安倍なつみと共に、課題曲を5日間で5万枚完売すればメジャーデビュー出来ると言う条件の下、「モーニング娘。」が結成された。課題曲『愛の種』を完売。
- 1998年1月28日、『モーニングコーヒー』でモーニング娘。のメンバーとしてメジャーデビューする。同年12月31日、第40回日本レコード大賞最優秀新人賞を獲得、NHK紅白歌合戦に初出場。翌1999年4月18日に「学業に専念したい」という理由でモーニング娘。を卒業し、芸能界を一時引退。
- 東京都立小山台高等学校卒業[1]。
- 2011年2月にPEACE$TONEのasukaとして芸能界に復帰[2]。
- 2015年4月16日、妊娠していることを発表。同年8月31日、結婚した相手は一般会社員であることが公表された[3][4]。2016年2月14日、第1子出産を報告[5]。のちに子供の性別が女児であると判明（出産は2015年だとテレビ番組で話す）。2016年7月に離婚していたことを、2017年7月23日にブログで明らかにした[6][7]。また、この離婚により生活が困窮してしまったという[8]。
- 2017年6月29日放送のテレビ東京系列『じっくり聞いタロウ〜スター近況（秘）報告〜』に出演。18年ぶりとなるテレビ出演を果たした[9]。
- 2017年11月15日、ハラールマレーシア料理レストランのマレーチャンのアンバサダー就任[10]。
- 2018年よりソロ活動開始。3月14日にはミニアルバム『sing』を発表[11]。
- 2020年4月10日、PEACE$TONEの無期限活動休止を発表[12]。
- 2021年8月26日、所属していた株式会社ストーンプロジェクトとのマネジメント契約を終了[13]。
- 2021年11月23日、自身のインスタグラムにて再婚したことを報告[14]。
- 2022年4月22日、自身のインスタグラムにて離婚したことを報告[15]。

## ディスコグラフィ

### ミニアルバム
| 枚  | 発売日        | タイトル | 収録曲                                                     | 規格品番  |
| --- | ------------- | -------- | ---------------------------------------------------------- | --------- |
| 1st | 2018年3月14日 | sing     | 1.80’s 2.スタイル 3.フリージア 4.みんな旅人 5.Never Forget | ORCL-1005 |

## 出演

### コンサート
- モーニング娘。 平家みちよ ファーストコンサート Hello!（1998年7月12日 - 27日、3都市5公演）
- Hello! ハッピーニューイヤー '99（1999年1月2日・3日、中野サンプラザ 4公演）
- モーニング娘。 '99 Memory 青春の光ツアー（1999年3月21日 - 4月18日、7都市19公演） - 最終日は卒業公演
- Hello! Project 20th Anniversary!! Hello! Project 2018 WINTER 〜FULL SCORE〜（2018年1月28日、愛知県芸術劇場 大ホール）[17] - モーニング娘。初期メンバー5人でサプライズゲスト出演
- Hello! Project 20th Anniversary!! Hello! Project ひなフェス 2018「Hello! Project 20th Anniversary!! プレミアム」（2018年3月31日、パシフィコ横浜 展示ホールA/B）[18] - モーニング娘。初期メンバー5人でゲスト出演

### ラジオ
- 安倍なつみ・福田明日香のお願いモーニングコール（1998年10月 - 1999年3月、TOKYO FM）

## 書籍
- 『もうひとりの明日香』（1999年5月1日、アップフロントブックス）ISBN 978-4847025365

### 写真集
- PASSIONABLE（2020年6月19日、講談社、撮影：和多田アヤ）ISBN 978-4065204184

### 関連書籍
- 『モーニング娘。5+3-1』（1999年5月1日、宝島社、編集：ASAYAN）ISBN 978-4796615235